# Dengeln

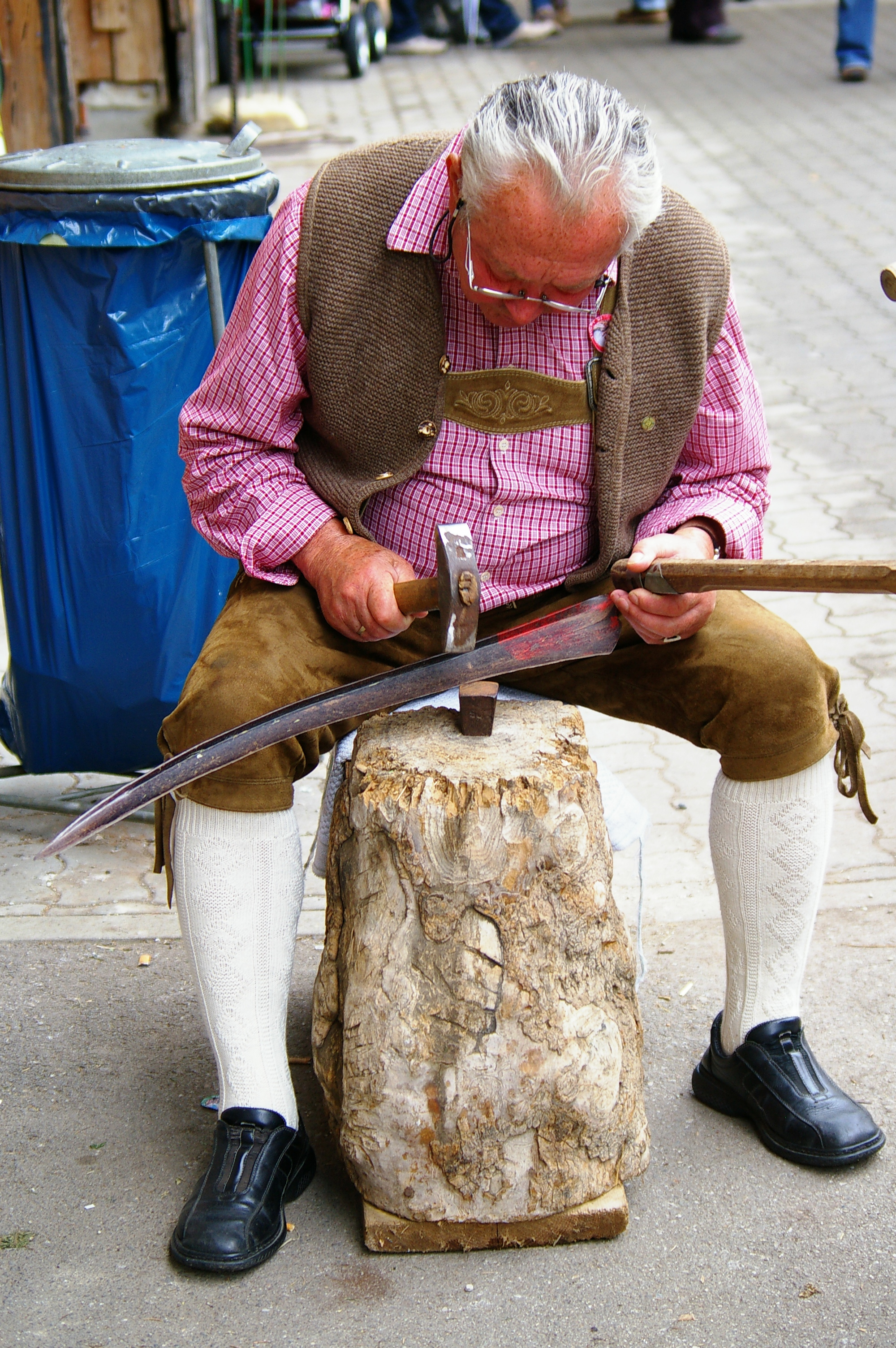
Dengeln einer Sense

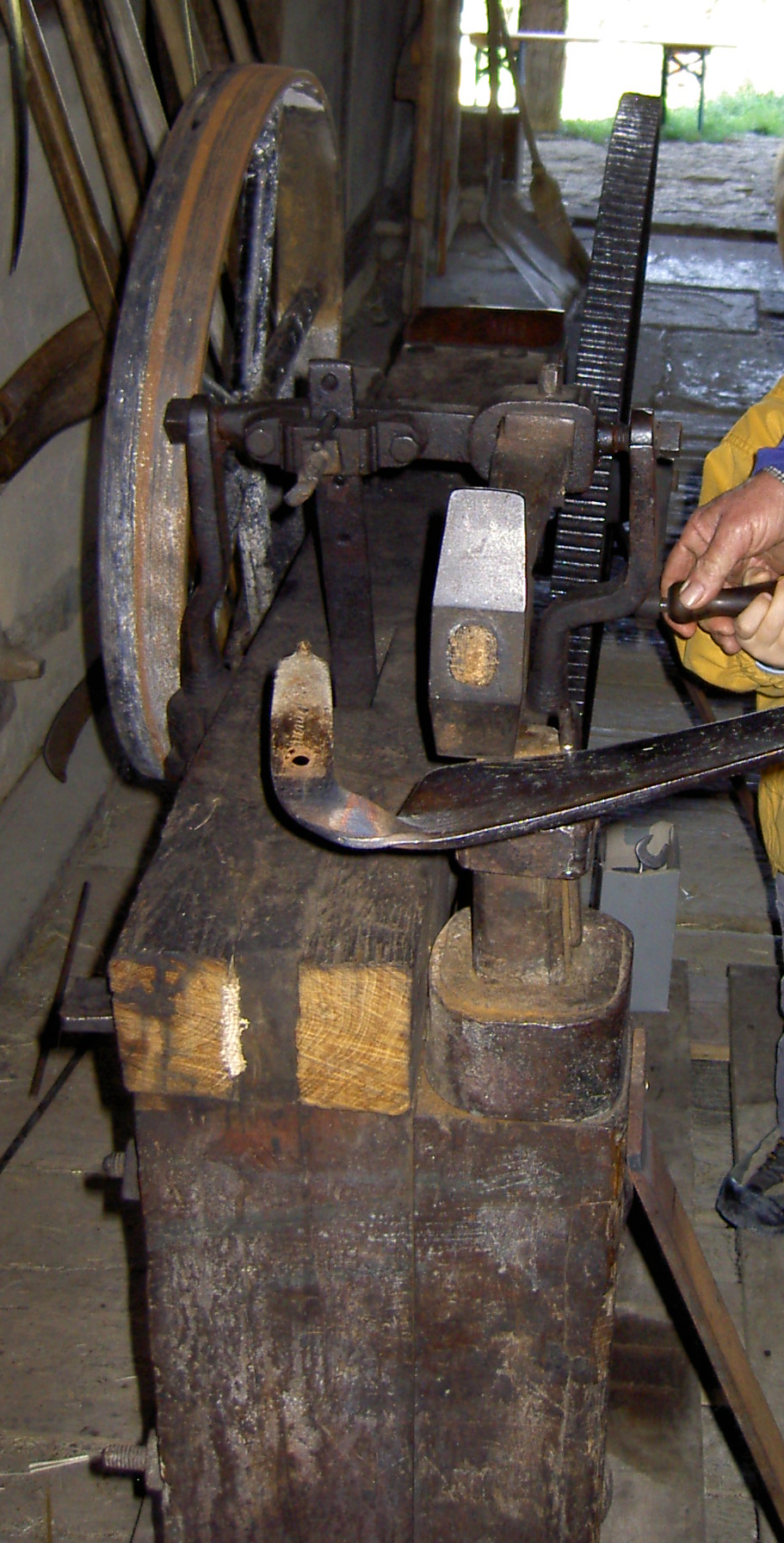
Maschinelle Dengelvorrichtung …

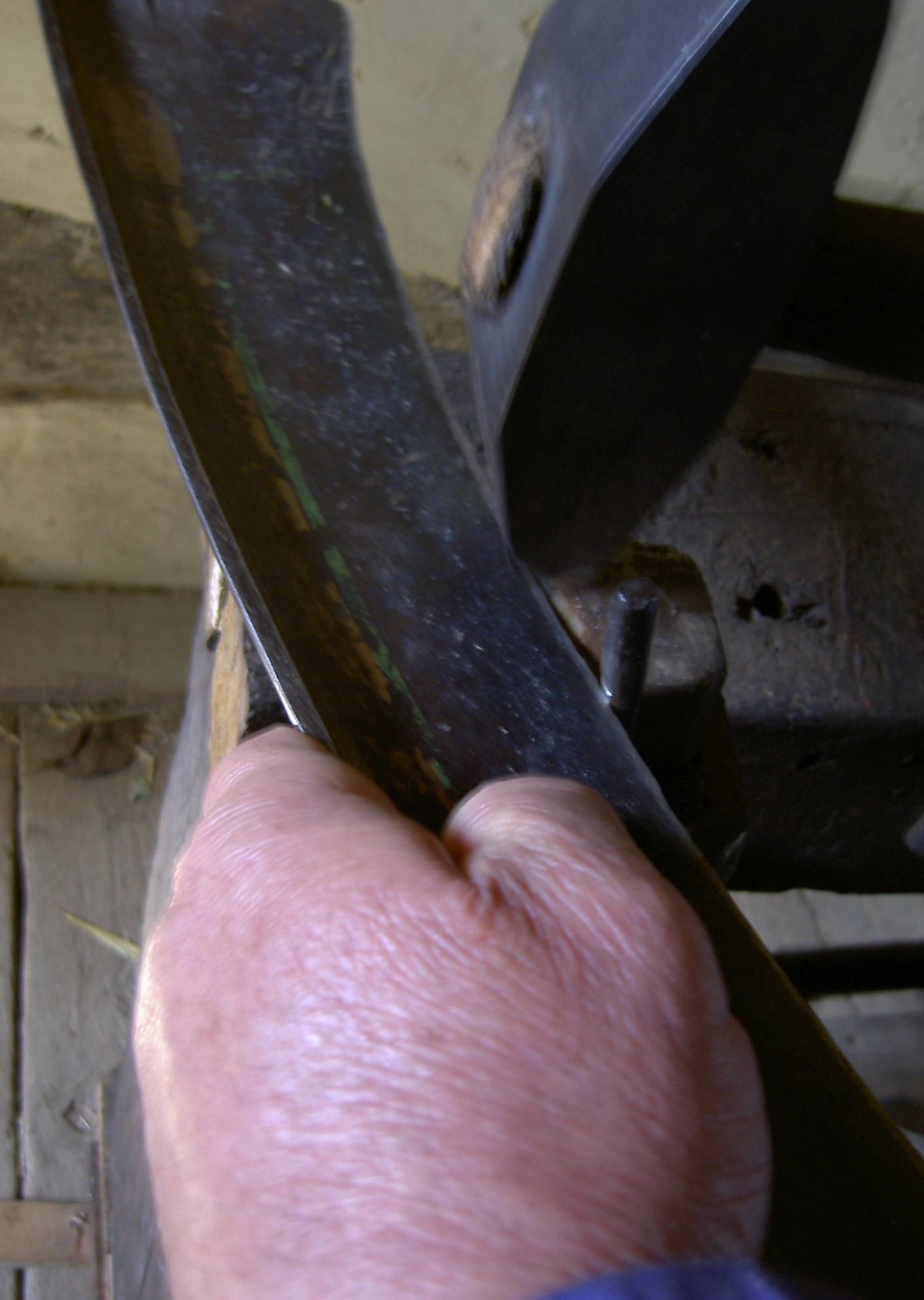
… erzeugt einen 3 mm schmalen Dengel

Dengeln (im regionalen Sprachgebrauch auch als Dängeln, Dengelen, Tängeln, Demmeln, Dümmeln, Haren oder Klopfen benannt) bezeichnet ein Verfahren zum Schärfen der Schneide einer Sense, Sichte oder Sichel, bei dem diese zu einer dünnen, scharfen Schneide durch Hämmern ausgetrieben wird. Die erzeugte Schneide wird als Dengel oder regional auch Dangel bezeichnet.

## Vorgang
Durch gezielte Schläge wird das Sensen-, Sichten- oder Sichelblatt in einem schmalen Streifen entlang der Schneidkante (der Dengel) ausgezogen und verdünnt und somit geschärft. Diese dünne Schneide wird durch die Mäharbeit und das regelmäßig erforderliche Wetzen im Laufe der Zeit wieder abgetragen. Eine Sense, die viel benutzt wird, muss daher auch öfter neu gedengelt werden. Zum Dengeln werden zumeist Dengelhammer und Dengelamboss verwendet, es kann aber auch ein gewöhnlicher Schmiedeamboss mit gut erhaltener Bahn Verwendung finden. Darüber hinaus gibt es weitere Werkzeuge, wie die Dengelleier (Dengelapparat) oder einen Schlagdengler, um den Dengel des Sensenblattes zu formen. Allen Werkzeugen gemein ist das Treiben das Sensenblattes zu einem sehr dünnen ca. 3–7 mm breiten Dengel.

## Gründe für das Dengeln
Das Dengeln dient der dauerhaften Erhaltung, Verbesserung oder dem Neuaufbau einer dünnen und somit scharfen Schneide des Sensen- oder Sichtenblattes bzw. der Sichel. Zugleich können beim Dengeln etwaige Scharten aus der Klinge herausgearbeitet werden, welche beim Mähen durch Kontakt mit Fremdkörpern wie Steinen im Mähgut leicht entstehen können. Durch die Kaltverformung der Klinge beim Dengeln nimmt an der Schneide deren Härte zu. Deshalb haben die Schneiden von gedengelten Sensen- bzw. Sichtenblättern oder Sicheln eine wesentlich höhere Standzeit als durch Schleifen geschärfte.

## Werkzeug

### Dengelhammer
Der Dengelhammer, auch Sensenhammer, ist ein Hammer zum Dengeln. Er hat ein Kopfgewicht von 250–600 g. Durch die spezielle Form des Hammers kann beim Dengeln die Schneide der Sense leicht nach vorne getrieben werden. Der Dengelhammer hat zwei Finnen, mitunter auch eine Finne und eine Bahn. Der Dengelhammer sollte gehärtet sein. Die Finne ist zum Stiel hin versetzt. Die Hammerfinne und die eventuell vorhandene Bahn sind bombiert, damit bei den Dengelschlägen immer nur ein kleiner Punkt der Schneide getroffen werden kann.

### Dengelamboss
Der Dengelamboss ist ein vergleichsweise kleiner Amboss mit entweder quadratischer, in der Regel flach gewölbter oder schmaler, bombierter Bahn. An der Unterseite der Bahn befindet sich ein Dorn, mit dem der Dengelamboss befestigt werden kann, indem man ihn in einen Holzpflock oder einen Dengelstock einschlägt. Außerdem gibt es Dengelambosse, die zur direkten Nutzung im Feld geeignet sind. Dazu haben diese eine entsprechende Auswölbung, die dann auf dem Boden aufliegt und ein tieferes Einschlagen ins Erdreich verhindert. Diese ist meist durch den Dorn des Ambosses geführt. Für die Nutzung eines solchen Ambosses ist die Härte des Erdreiches, in das er eingeschlagen werden soll relevant, sodass Halt erzeugt werden kann, aber der Amboss nicht weiter im Erdreich eingeschlagen wird.
Im Grundsatz ist bei der Benutzung von Dengelamboss und Dengelhammer festzuhalten, dass immer eine Seite flach und eine Seite spitz ist; in welcher Richtung die Kombination erfolgt, ist aber variabel. Die Unterseite des Sensenblattes zeigt jeweils zur flachen Seite bzw. treibt die spitze Seite auf der Oberseite des Sensenblattes den Dengel aus. Die spitze Seite wird immer parallel zum Dengel ausgerichtet.

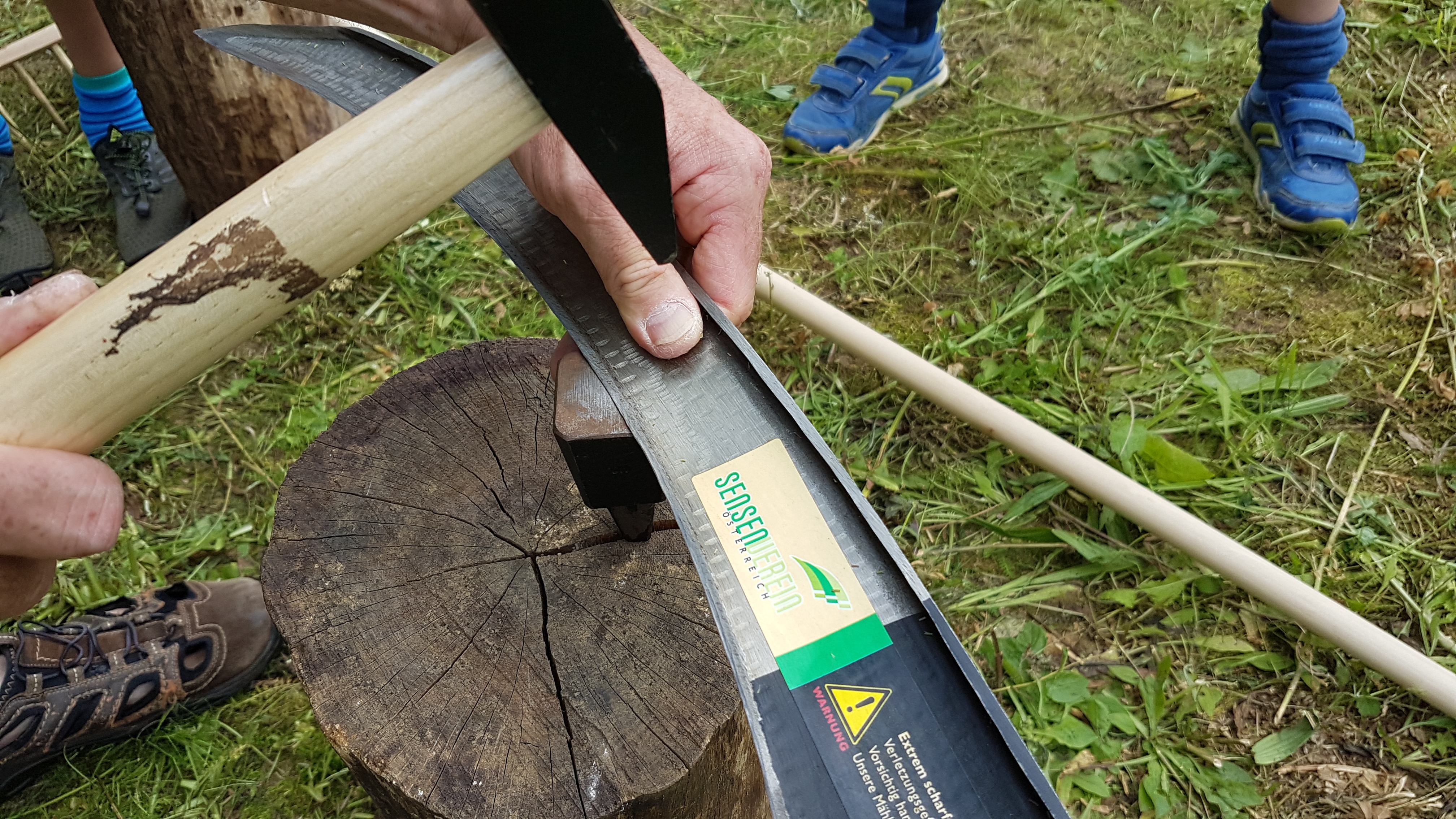
Dengelamboss mit quadratischer flacher Bahn. Gedengelt wird mit der Finne des Dengelhammers.
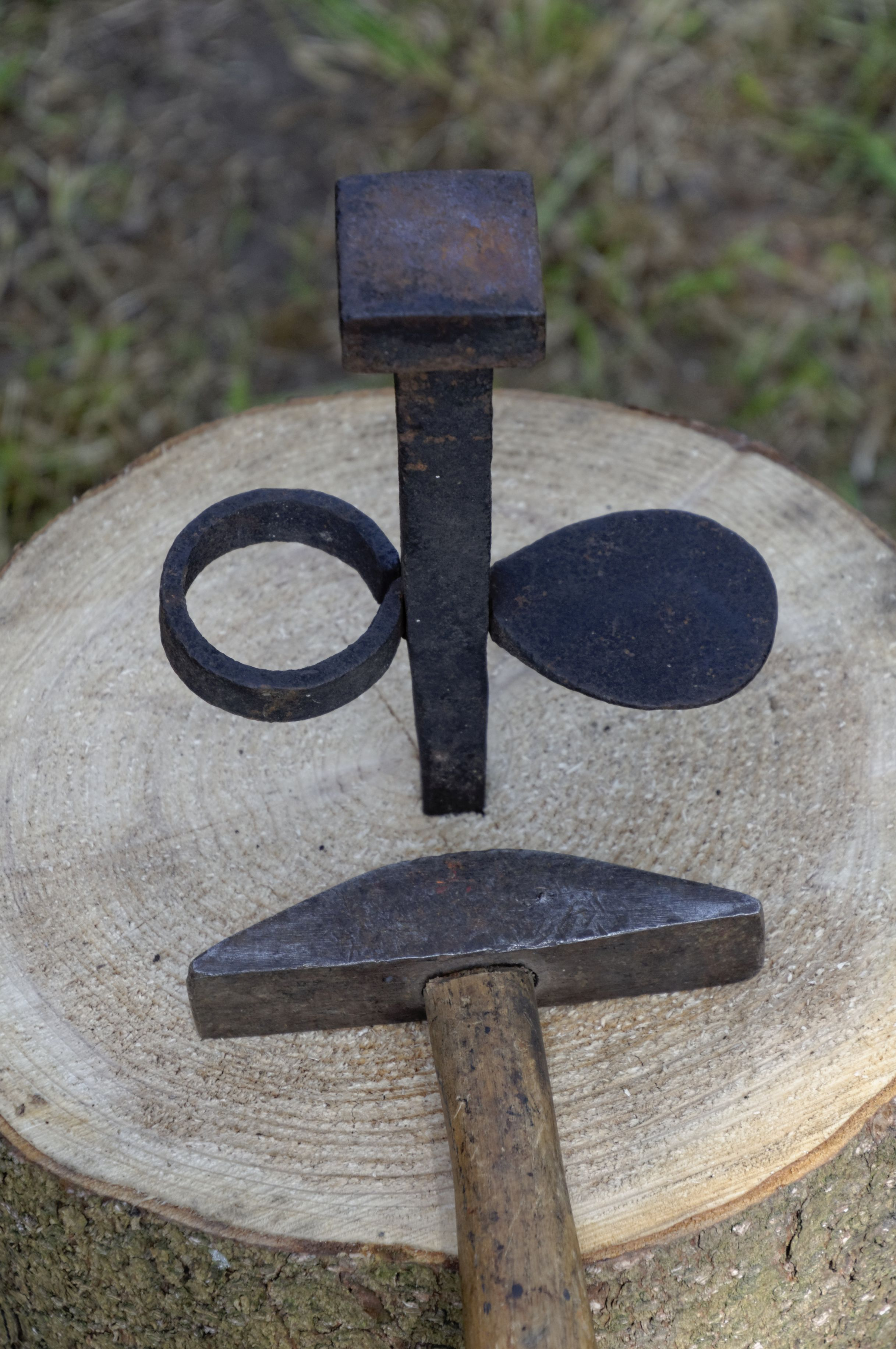
Dengelamboss mit quadratischer flacher Bahn, eigentlich zum Einstecken in einer Wiese. Gedengelt wird mit einer Finne des Dengelhammers.
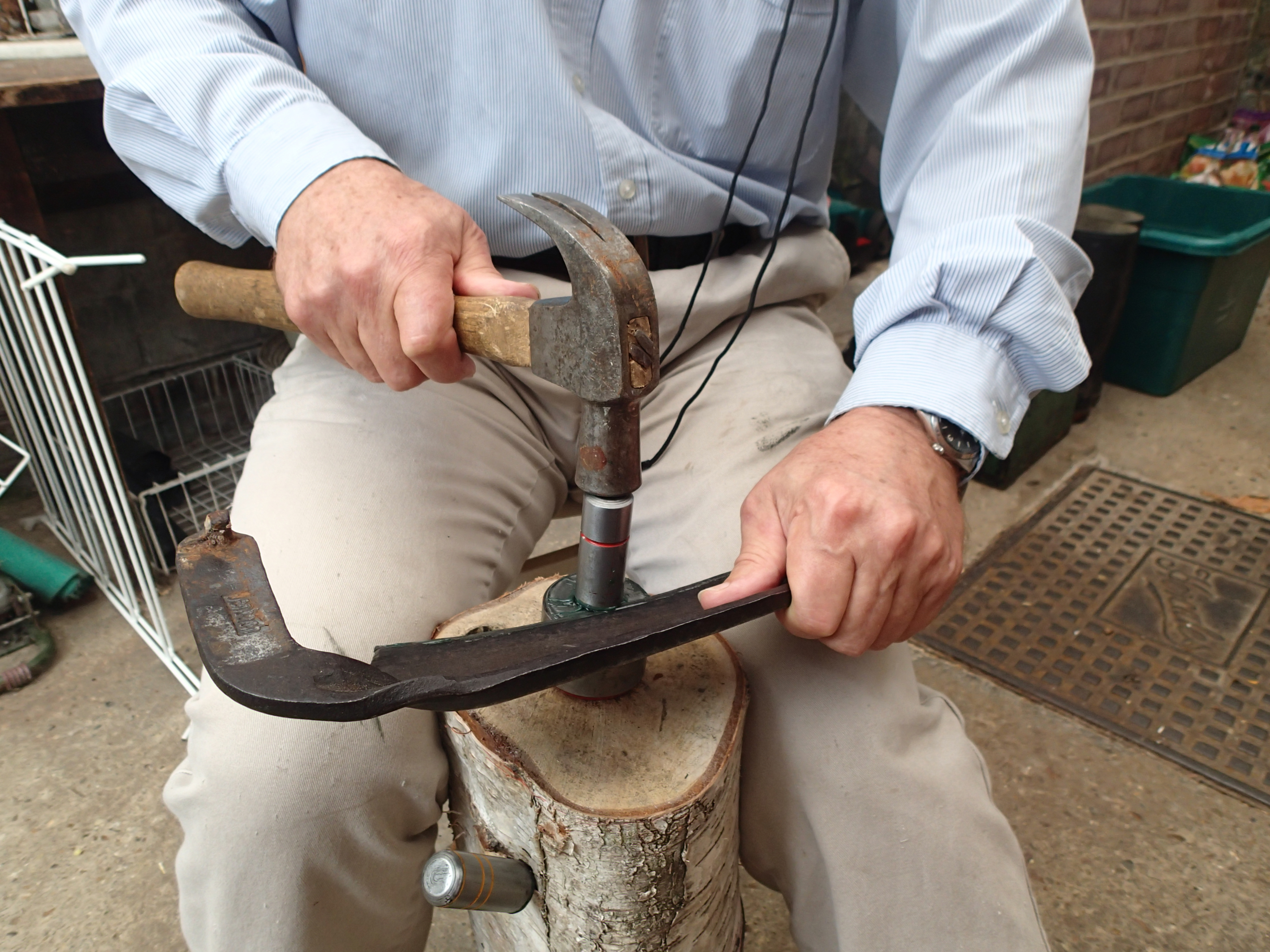
Schlagdengler, dieser wird mit der Bahn eines Dengelhammers bearbeitet.
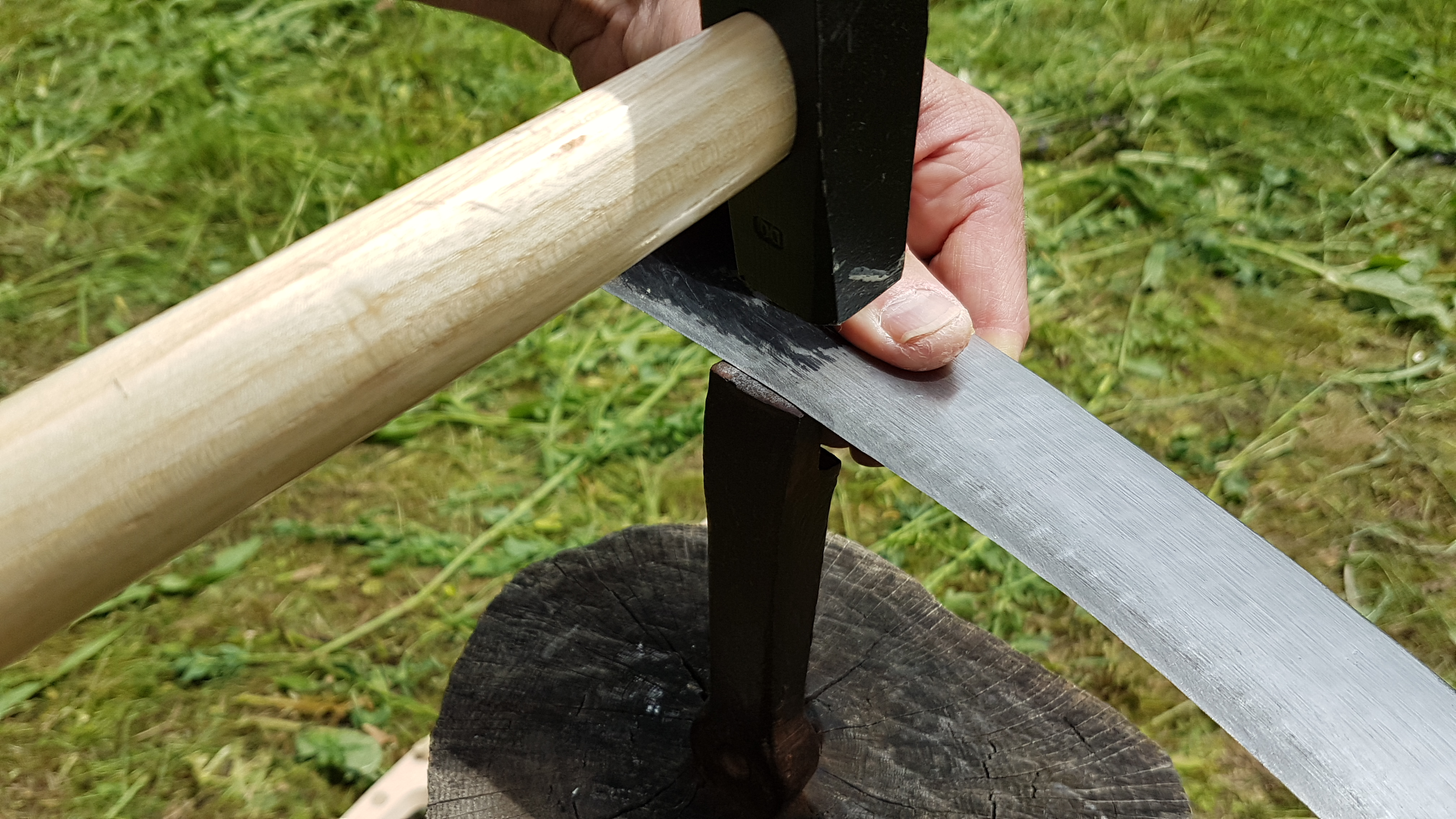
Dengelamboss mit schmaler Bahn. Das Sensenblatt muss hier im Vergleich zu den in den vorherigen Dengelambossen umgedreht werden. Gedengelt wird mit der Bahn eines Dengelhammers.

### Vorrichtungen
Es gibt auch Vorrichtungen, bei denen ein mechanisch bewegter Hammer mit einem Amboss in einer Maschine kombiniert ist. Auch wird manchmal an den Holzpflock eine Sitzgelegenheit genagelt. Dies bezeichnet man als Dengelstock oder Dengelbank.

## Dengeln im Turbinenbau
Die Oberflächen von Turbinenschaufeln, Impellern oder Blisks werden in der Regel kugelgestrahlt. Die auf die Oberfläche treffenden Kugeln ebnen Unebenheiten ein, verhärten die Oberfläche und erfüllen so die Funktion des Dengelns. Um das Kugelstrahlen zu umgehen, können die gefertigten Flächen auch direkt im Bearbeitungszentrum mit einem Piezohammer gedengelt werden. Das Verfahren wurde 2014 von der Firma Starrag entwickelt.

## Breitere Bedeutung
Spätestens seit der lautmalerischen Verwendung als Inflektiv in den Werner-Comics („dengel, dengel“) wird das Verb dengeln im übertragenen Sinne auch für Vorgänge verwendet, bei denen hämmernde Geräusche entstehen.
Damit wäre man wieder näher am ursprünglichen Wortverständnis von Dengeln bzw. Tengeln als Hämmern oder Klopfen in oft schneller, rhythmischer Abfolge und dabei entstehenden Lauten. So stand der Name Dengelmännchen früher in der Schweiz für den Holzwurm, der in den Holzwänden, -decken und -treppen Geräusche erzeugt, die an das Picken einer Uhr oder den Ablauf der Lebenszeit erinnerten. Dem Volksglauben nach zeigt das einen Todesfall im Haus an, weshalb das wie der Käfer Totenuhr genannt wurde. Das wiederum ist eng verbunden mit Vorstellungen, wonach der Tod oder Teufel als Schnitter kommt und kurz zuvor sein Werkzeug dengelt (siehe auch Dengelgeist, Dengelstein).
Im Bairischen kann "(der)dengeln" auch die Bedeutung von "verprügeln", "vermöbeln" sowie "Geschlechtsverkehr ausüben" haben.